# Azawakh
Azawakh[Nota] é uma raça canina oriunda de Mali. Companheiros dos Tuaregues, nômades do deserto, eram considerados membros das famílias, sempre protetores. Apelidados de "cães nobres de pessoas livres", são considerados animais ágeis e vistos como eficientes caçadores de antílopes e javalis, por exemplo.